# Красово-Ченсткі
Красово-Ченсткі (пол. Krasowo-Częstki) — село в Польщі, у гміні Нові Пекути Високомазовецького повіту Підляського воєводства.
Населення — 197 осіб (2011).
У 1975-1998 роках село належало до Ломжинського воєводства.

## Демографія
Демографічна структура станом на 31 березня 2011 року:
|          | Загалом | Допрацездатний вік | Працездатний вік | Постпрацездатний вік |
| -------- | ------- | ------------------ | ---------------- | -------------------- |
| Чоловіки | 98      | 25                 | 63               | 10                   |
| Жінки    | 99      | 18                 | 65               | 16                   |
| Разом    | 197     | 43                 | 128              | 26                   |